# 黑眶鋸雀鯛
黑眶鋸雀鯛，又稱黑高身雀鯛、黑空真雀鯛，俗名為厚殼仔，為輻鰭魚綱鱸形目隆頭魚亞目雀鯛科的其中一種。

## 分布
本魚分布於印度太平洋區，包括紅海、東非、萊恩群島、琉球群島、台灣、馬爾地夫、模里西斯、印尼、澳洲、新幾內亞、索羅門群島、斐濟群島、萬那杜、馬里亞納群島、密克羅尼西亞、馬紹爾群島、夏威夷群島、法屬波里尼西亞、復活節島等海域。

## 深度
水深0至12公尺。

## 特徵
本魚體各鰭皆呈茶褐色，體背部顏色較深。其明顯特徵乃在背鰭最末端的3枚鰭條上有一暗色斑，可能褐色或黑色。在生殖期的雄性個體體色會有所變化，在背鰭鰭棘中間至鰭條部間有一白色寬橫帶，吻至鰓蓋及胸鰭上方則有一白縱帶。背鰭硬棘12枚、背鰭軟條14至17枚、臀鰭硬棘2枚、臀鰭軟條12至14枚。體長可達14公分。

## 生態
本魚棲息於礁台或礁湖中，非常好鬥，具強烈的領域性。屬藻食性，以藻類為食。

## 經濟利用
多用以水族觀賞，很少人食用。